# Danell Lee
Danell Lee Chieh Hun (chino simplificado: 李 桀 汉, chino tradicional: 李 桀 汉, pinyin: Lǐ Jiéhàn) (nacido el 1 de julio de 1982, cuyo nombre verdadero es Daniel Chee Lee Hun 李吉汉 / 李吉汉 Lǐ Jihan) es un cantante malayo, uno de los más notable artistas reconocidos tras ganar en el concurso de canto de Malaysian Idol.
Incluso participó en un vídeo para luego ser difundido en un canal de televisión de Singapur, dirigido a un programa juvenil en la cadena- CTV.

## En Malaysian Idol
| Etapa        | Canción                        | Artista              |
| ------------ | ------------------------------ | -------------------- |
| Top 24       | Special Kind Of Something      | Kavana               |
| Top 11       | True                           | Ryan Cabrera         |
| Top 9        | Somewhere Over The Rainbow     | Judy Garland         |
| Top 8        | Obsession (No Es Amor)         | Frankie J            |
| Top 7        | Kini Bebas                     | Camelia & Anuar Zain |
| Top 6        | In The Shadows                 | The Rasmus           |
| Top 5        | Save The Last Dance For Me     | The Drifters         |
| Top 5        | Angin Malam                    | Broery Marantika     |
| Top 4        | Heaven Knows                   | Rick Price           |
| Top 4        | Mungkin Nanti                  | PeterPan             |
| Top 3        | Oh La! La!                     | KRU                  |
| Top 3        | Can You Feel The Love Tonight? | Elton John           |
| Grand Finale | Mimpi                          | -                    |
| Grand Finale | Angin Malam                    | Broery Marantika     |
| Grand Finale | Heaven Knows                   | Rick Price           |

## Discografía
- Malaysian Idol 2 Compilation
- Mimpi
- Daniel 李吉漢
- Daniel Celebration Edition 慶功收藏版, producido conjuntamente con el logro de platino de su debut auto-titulado álbum.
- Unavoidable 躲不過[2]
- Pasti
- Sharing 分享, under Danell's new name
- Danell Live Concert（CD+DVD）桀然不同拉闊音樂會（CD+DVD)

## Premios
El 2006 Yu Jiang Xie 娱 协 奖, en la ceremonia de premiación que se llevó a cabo el 11 de noviembre de 2006, era conocido popularmente como los premios 1111 (11/11/2006). El evento se llevó a cabo en el estadio Putra Bukit Jalil.
Danell (luego Daniel) ganó 6 premios:
- Campeón de Mi favorito Artista Nuevo Local
- Campeón de Mi Artista favorito local
- Campeón de Mi Canción Original favoritos (Categoría Local)
- Campeón de la mayoría de los premios Artista notable
- Campeón del Top 10 de la canción original (Categoría Local)
- Plata ganador de Mejor Artista Nuevo

Fue algo muy importante para Danell Lee, al ser nominado dentro de la industria de la música, cuando apenas hace 14 meses ganó en el vento y concurso musical de Malaysian Idol 2, el 24 de septiembre de 2005.
Otros premios que ganó Danell durante fue en la ceremonia de la canción 我们 仨 (Wǒ hombres de las SA, Trio,), lo cual interpretó un tema musical en chino o mandarín:
- La mayoría de favoritos
- La mayoría de recomendados
- Más Creativo
- Canción patriótica votada por el público de Malasia